# Ministerium für Bildung und Forschung (Republik Moldau)
Das Ministerium für Bildung und Forschung, rumänisch Ministerul Educației și Cercetării (MEC), ist eines der 14 Ministerien der Regierung der Republik Moldau. Das Ministerium koordiniert das Bildungssystem der Republik Moldau und legt Bildungsziele sowie Bildungsprofile fest.

## Bildungssystem
Die Struktur des Bildungssystems in der Republik Moldau gliedert sich folgendermaßen
- Vorschulbildung
- voruniversitäre Ausbildung
- berufliche Sekundarschulbildung
- qualifizierte Bildung
- spezialisierte Sekundarschulbildung
- Universitätsausbildung, Forschung und Promotion

## Namensgeschichte
Das Ministerium für Bildung und Forschung wurde am 6. Juni 1990 gegründet. Später, im Laufe der Jahre, nach der Umstrukturierung der Regierung der Republik Moldau, änderte sich der Name der Einrichtung mehrmals.
- Ministerul Științei și Învățământului (1990–1994)
- Ministerul Învățământului (1994–1997); (2001–2005)
- Ministerul Învățământului, Tineretului și Sportului (1997–1998)
- Ministerul Educației și Științei (1998–2001)
- Ministerul Educației și Tineretului (2005–2009)
- Ministerul Educației (2009–2017)
- Ministerul Educației, Culturii și Cercetării (2017–2021)
- Ministerul Educației și Cercetării (seit 2021)

## Minister seit 1990
| Nr. | Name (Lebensdaten)                 | Bild                                    | Mandat             | Mandat             | Kabinett                  |
| --- | ---------------------------------- | --------------------------------------- | ------------------ | ------------------ | ------------------------- |
| 1   | Nicolae Mătcaș (1940–)             |                                         | 6. Juni 1990       | 5. April 1994      | Druc Muravschi Sangheli I |
| 2   | Petru Gaugaș                       |                                         | 5. April 1994      | 24. Januar 1997    | Sangheli II               |
| 3   | Iacob Popovici (1939–)             |                                         | 24. Januar 1997    | 22. Mai 1998       | Ciubuc I                  |
| 4   | Anatol Grimalschi (1951–)          |                                         | 22. Mai 1998       | 21. Dezember 1999  | Ciubuc II Sturza          |
| 5   | Ion Guțu (1943–)                   |                                         | 21. Dezember 1999  | 22. November 2000  | Braghiș                   |
| 6   | Ilie Vancea (1949–2021)            |                                         | 22. November 2000  | 26. Februar 2002   | Braghiș                   |
|     | Ilie Vancea (1949–2021)            | Tarlev I                                | 22. November 2000  | 26. Februar 2002   |                           |
| 7   | Gheorghe Sima                      |                                         | 26. Februar 2002   | 2. Juli 2003       |                           |
| 8   | Valentin Beniuc (1956–)            |                                         | 5. August 2003     | 19. April 2005     |                           |
| 9   | Victor Țvircun (1955–)             |                                         | 19. April 2005     | 31. März 2008      | Tarlev II                 |
| 10  | Larisa Șavga (1962–)               |                                         | 31. März 2008      | 25. September 2009 | Greceanîi I–II            |
| 11  | Leonid Bujor (1955–2021)           | Leonid Bujor (crop)                     | 25. September 2009 | 14. Januar 2011    | Filat I                   |
| 12  | Mihail Șleahtițchi (1956–)         | FOTO Mihail Sleahtitchi                 | 14. Januar 2011    | 24. Juli 2012      | Filat II                  |
| 13  | Maia Sandu (1972–)                 | Maia Sandu - MUS2559 (cropped)          | 24. Juli 2012      | 30. Juli 2015      | Filat II Leancă Gaburici  |
| 14  | Corina Fusu (1959–)                | Corina Fusu (3952134958)                | 30. Juli 2015      | 30. Mai 2017       | Streleț Filip             |
| 15  | Monica Babuc (1964–)               |                                         | 26. Juli 2017      | 8. Juni 2019       | Filip                     |
| 16  | Liliana Nicolaescu-Onofrei (1968–) | Liliana Nicolaescu-Onofrei in June 2019 | 8. Juni 2019       | 14. November 2019  | Sandu                     |
| 17  | Corneliu Popovici (1970–)          |                                         | 14. November 2019  | 16. März 2020      | Chicu                     |
| 18  | Igor Șarov (1967–)                 | Igor Șarov - oct 2020                   | 16. März 2020      | 9. November 2020   | Chicu                     |
| 19  | Lilia Pogolșa (1970–)              |                                         | 9. November 2020   | 6. August 2021     | Chicu                     |
| 20  | Anatolie Topală (1971–)            |                                         | 6. August 2021     |                    | Gavrilița Recean          |